# Blanca Rodríguez

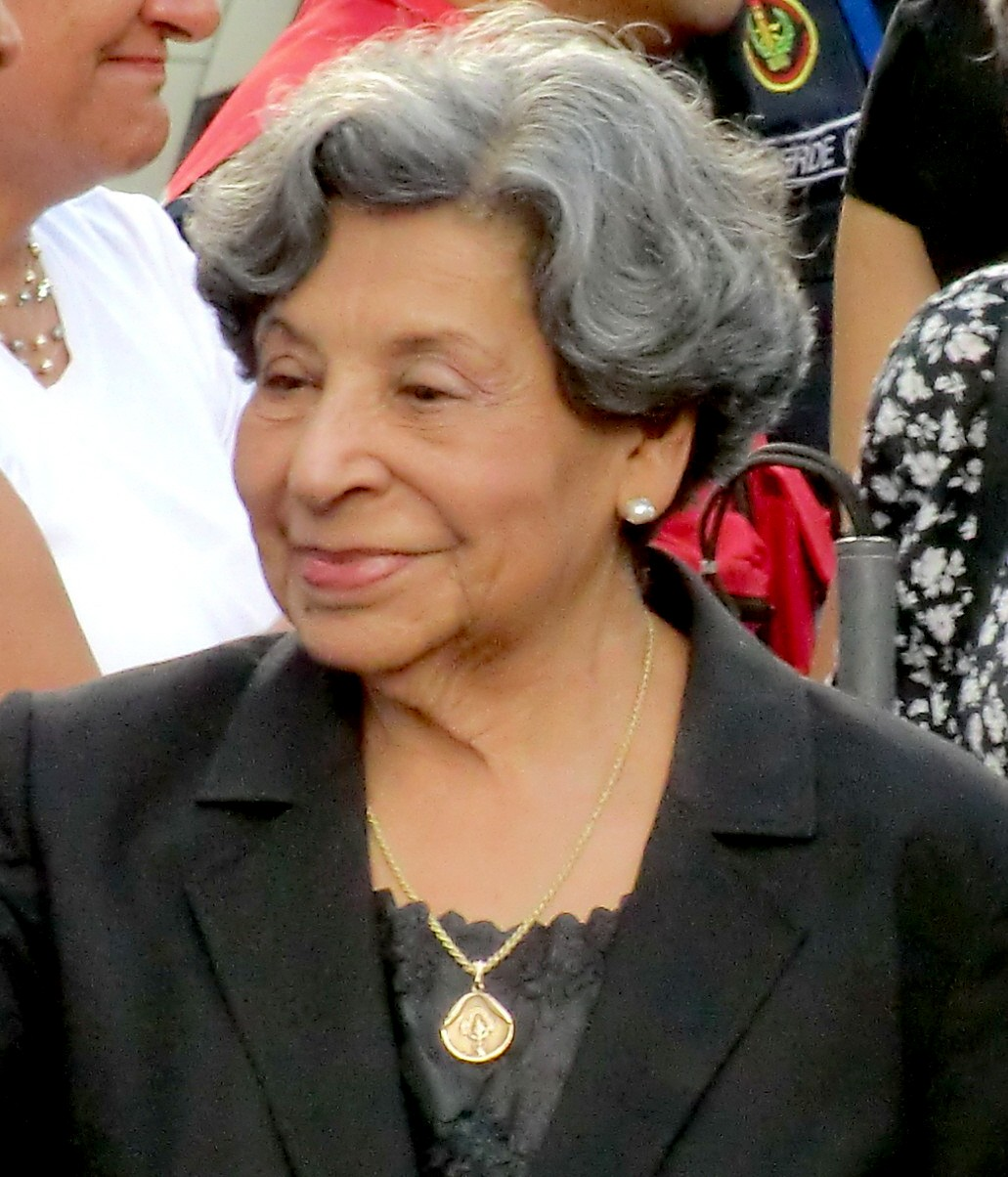
Blanca Rodríguez de Pérez

Blanca María Rodríguez de Pérez (* 1. Januar 1926; † 5. August 2020) war die Ehefrau des venezolanischen Politikers Carlos Andrés Pérez.
Während dessen Amtszeiten als Staatspräsident war sie von 1974 bis 1979 und ein zweites Mal von 1989 bis 1993 die Primera dama Venezuelas.
Mit den Hogares de Cuidado Diario gründete sie ein landesweites Netzwerk von Tagespflegezentren für die armen Bevölkerungsschichten.